# 한국현대무용협회
한국현대무용협회는 한국현대무용의 연구와 발전도모 창작활동 증진, 한국현대 무용의 질적향상 및 권익 증진을 목적으로 2005년 12월 28일 설립된 대한민국 문화체육관광부 소관의 사단법인이다. 사무실은 서울특별시 종로구 홍지동 7 상명대학교 종합관 617호 (우: 110-743)에 있다.

## 주요 사업
- 무용의 창작 및 연구활동
- 무용을 통한 사회봉사활동
- 무용의 교육활동
- 무용의 신인 육성 활동
- 무용의 홍보활동
- 현대무용의 보호육성을 위한 자문, 정책에 관한 건의 및 협조